# Неравенство Коши — Буняковского
Неравенство Коши́ — Буняко́вского говорит, что скалярное произведение векторов (в евклидовом или гильбертовом пространстве) по модулю не превосходит произведения их норм.
Это неравенство эквивалентно неравенству треугольника для нормы.
Частный случай неравенства Гёльдера и неравенства Йенсена.
Неравенство Коши — Буняковского иногда, особенно в иностранной литературе, называют неравенством Шварца и неравенством Коши — Буняковского — Шварца, хотя работы Шварца на эту тему появились только спустя 25 лет после работ Буняковского.
Конечномерный случай этого неравенства называется неравенством Коши и был доказан Коши в 1821 году.

## Формулировка
Пусть дано линейное пространство {\displaystyle L} со скалярным произведением {\displaystyle \langle x,\;y\rangle }. Пусть {\displaystyle \|x\|} — норма, порождённая скалярным произведением, то есть {\displaystyle \|x\|\equiv {\sqrt {\langle x,\;x\rangle }},\;\forall x\in L}. Тогда для любых {\displaystyle x,\;y\in L} имеем:
{\displaystyle |\langle x,\;y\rangle |\leqslant \|x\|\cdot \|y\|,}
причём равенство достигается тогда и только тогда, когда векторы {\displaystyle x} и {\displaystyle y} линейно зависимы (коллинеарны, или среди них есть нулевой).

## Примеры
- Важным частным случаем, часто использующимся в теории чисел, является случай, когда один из векторов полностью состоит из единиц:

{\displaystyle \left({\sum \limits _{i=1}^{n}{x_{i}}}\right)^{2}\leq \left({\sum \limits _{i=1}^{n}{1}}\right)\sum \limits _{i=1}^{n}{{x_{i}}^{2}}=n\sum \limits _{i=1}^{n}{{x_{i}}^{2}}}
- В пространстве комплекснозначных квадратично суммируемых последовательностей {\displaystyle l^{2}} неравенство Коши — Буняковского имеет вид:

{\displaystyle \left|\sum \limits _{k=1}^{\infty }x_{k}{\bar {y}}_{k}\right|^{2}\leqslant \left(\sum _{k=1}^{\infty }|x_{k}|^{2}\right)\cdot \left(\sum _{k=1}^{\infty }|y_{k}|^{2}\right),}
где {\displaystyle {\bar {y}}_{k}} обозначает комплексное сопряжение {\displaystyle y_{k}}.
- В пространстве комплексных квадратично интегрируемых функций {\displaystyle L^{2}(X,\;{\mathcal {F}},\;\mu )} неравенство Коши — Буняковского имеет вид:

{\displaystyle \left|\int \limits _{X}f(x){\overline {g(x)}}\,\mu (dx)\right|^{2}\leqslant \left(\int \limits _{X}\left|f(x)\right|^{2}\,\mu (dx)\right)\cdot \left(\int \limits _{X}\left|g(x)\right|^{2}\,\mu (dx)\right).}
- В пространстве случайных величин с конечным вторым моментом {\displaystyle L^{2}(\Omega ,\;{\mathcal {F}},\;\mathbb {P} )} неравенство Коши — Буняковского имеет вид:
{\displaystyle \mathrm {cov} ^{2}(X,\;Y)\leqslant \mathrm {D} [X]\cdot \mathrm {D} [Y],}

где {\displaystyle \mathrm {cov} } обозначает ковариацию, а {\displaystyle \mathrm {D} } — дисперсию.
- Для двух случайных величин {\displaystyle \xi } и {\displaystyle \eta } неравенство Коши — Буняковского имеет вид:
{\displaystyle \left[\mathbf {M} (\eta \cdot \xi )\right]^{2}\leqslant \mathbf {M} \eta ^{2}\cdot \mathbf {M} \xi ^{2}.}

Существует лишь несколько сущностно различных подходов к доказательству неравенства. Однако, ввиду его универсальности, одни и те же приводящие к нему формальные операции можно описывать в разных терминах. Из-за этого некоторые авторы представляют неравенство как имеющее чрезвычайно много доказательств.
Для удобства изложения в данном разделе, когда не указано иное, описываются доказательства только для пространства конечной размерности над {\displaystyle \mathbb {R} }, то есть для конечных последовательностей {\displaystyle (x_{1},\dots ,x_{n})}, {\displaystyle (y_{1},\dots ,y_{n})}.
Абстрактный, через проекции вектора не вектор (подходит и для комплексного, и для бесконечномерного случая)
А) Сформулируем определение скалярного произведения
Скалярное произведение в линейной алгебре над комплексными числами имеет следующие три определяющие свойства (аксиомы):
Аксиома 1) оно есть полуторалинейная (в теоретической физике часто говорят просто "билинейная") форма, то есть:
{\displaystyle \langle a+b,c\rangle =\langle a,c\rangle +\langle b,c\rangle }
{\displaystyle \langle a,b+c\rangle =\langle a,b\rangle +\langle a,c\rangle }
{\displaystyle \langle a,\alpha b\rangle =\alpha \langle a,b\rangle }
{\displaystyle \langle \alpha a,b\rangle ={\overline {\alpha }}\langle a,b\rangle }
для любых векторов {\displaystyle a,b,c} и любого комплексного числа {\displaystyle \alpha }.
Слово "полуторалинейная" означает наличие комплексного сопряжения при "вытаскивании за форму" коэффициента при первом аргументе формы (четвертое равенство). В "действительной" линейной алгебре этого сопряжения нет, и форма называется билинейной, однако это является частным случаем, ибо комплексное сопряжение действительного числа его не меняет.
Таковое определение принято для того, чтобы "спасти" аксиому положительной определенности (Аксиому 3 ниже) скалярного произведения столбцов. В "действительном" случае таковое произведение равно {\displaystyle A^{T}B}, но над комплексными числами выражение {\displaystyle A^{T}A} (сумма квадратов комплексных чисел) не обязательно даже действительно, не говоря уж о положительности. Выражение же {\displaystyle A^{*}A} является суммой квадратов модулей компонент столбца (выраженией вида {\displaystyle a_{i}{\overline {a_{i}}}}), и оно действительно и положительно для любого ненулевого {\displaystyle A}.
"Действительный" случай получается из комплексного а) опусканием всех комплексных сопряжений и б) заменой всех {\displaystyle A^{*}} на {\displaystyle A^{T}} (ибо по определению {\displaystyle A^{*}={\overline {A}}^{T}}).
Аксиома 2) оно есть эрмитова форма, то есть:
{\displaystyle \langle a,b\rangle ={\overline {\langle b,a\rangle }}}
для любых векторов {\displaystyle a} и {\displaystyle b}.
В "действительном" случае комплексное сопряжение опускается, и форма называется симметрической.
Аксиома 3) оно есть положительно определенная форма, то есть:
{\displaystyle \langle a,a\rangle \in \mathbb {R} }
{\displaystyle \langle a,a\rangle >0}
для любого ненулевого вектора {\displaystyle a}.
Б) Теперь сформулируем определения параллельной и ортогональной проекции вектора на другой вектор
Параллельной проекцией вектора {\displaystyle a} на вектор {\displaystyle b} называется вектор:
{\displaystyle a\parallel b=\left({\frac {\langle b,a\rangle }{\langle b,b\rangle }}\right)b}
Этот вектор существует всегда, когда {\displaystyle \langle b,b\rangle \neq 0}, то есть - по Аксиоме 3 - когда {\displaystyle b\neq 0}.
Поскольку в скобках стоит число, этот вектор действительно параллелен вектору {\displaystyle b}.
Ортогональной проекцией вектора {\displaystyle a} на вектор {\displaystyle b} называется вектор:
{\displaystyle a\perp b=a-a\parallel b}
Докажем, что этот вектор ортогонален {\displaystyle b}:
{\displaystyle \langle a\perp b,b\rangle =\langle a-a\parallel b,b\rangle }
{\displaystyle =\langle a,b\rangle -\langle a\parallel b,b\rangle } (по Аксиоме 1 (полутора/билинейности))
{\displaystyle =\langle a,b\rangle -\langle \left({\frac {\langle b,a\rangle }{\langle b,b\rangle }}\right)b,b\rangle } (раскрыли {\displaystyle a\parallel b})
{\displaystyle =\langle a,b\rangle -{\overline {\left({\frac {\langle b,a\rangle }{\langle b,b\rangle }}\right)}}\langle b,b\rangle } (вытащили коэффициент за скобку по Аксиоме 1)
{\displaystyle =\langle a,b\rangle -\left({\frac {\overline {\langle b,a\rangle }}{\overline {\langle b,b\rangle }}}\right)\langle b,b\rangle } (комплексное сопряжение "сохраняет" 4 арифметических действия, и деление в том числе - оно есть автоморфизм)
{\displaystyle =\langle a,b\rangle -\left({\frac {\overline {\langle b,a\rangle }}{\langle b,b\rangle }}\right)\langle b,b\rangle } (по Аксиоме 3 {\displaystyle \langle b,b\rangle } действительно)
{\displaystyle =\langle a,b\rangle -{\overline {\langle b,a\rangle }}} (сократили на {\displaystyle \langle b,b\rangle })
{\displaystyle =\langle a,b\rangle -{\langle a,b\rangle }} (по Аксиоме 2 {\displaystyle \langle a,b\rangle } есть эрмитова форма)
{\displaystyle =0}
При этом по построению {\displaystyle a\perp b} имеем:
{\displaystyle a=a\parallel b+a\perp b}
Таким образом, для любого вектора {\displaystyle b\neq 0} и любого вектора {\displaystyle a} существует и единственно разложение {\displaystyle a=a\parallel b+a\perp b}, такое, что {\displaystyle a\parallel b} параллелен {\displaystyle b}, {\displaystyle a\perp b} ортогонален {\displaystyle b}, и оба слагаемых ортогональны друг другу.
В) Теперь докажем неравенство Коши-Буняковского
При {\displaystyle b=0} неравенство переходит в равенство (с обеих сторон нуль), и, поскольку оно нестрогое, оно верно.
При {\displaystyle b\neq 0} можно разложить вектор {\displaystyle a} на параллельную и ортогональную проекцию на {\displaystyle b} в виде {\displaystyle a=a\parallel b+a\perp b}
Далее рассмотрим выражение {\displaystyle \langle a,a\rangle \langle b,b\rangle }:
{\displaystyle \langle a,a\rangle \langle b,b\rangle =\langle a\parallel b+a\perp b,a\parallel b+a\perp b\rangle \langle b,b\rangle }
{\displaystyle =(\langle a\parallel b,a\parallel b\rangle +\langle a\parallel b,a\perp b\rangle +\langle a\perp b,a\parallel b\rangle +\langle a\perp b,a\perp b\rangle )\langle b,b\rangle } (по Аксиоме 1 (полутора/билинейности))
{\displaystyle =(\langle a\parallel b,a\parallel b\rangle +\langle a\perp b,a\perp b\rangle )\langle b,b\rangle } (удалили слагаемые, равные нулю из-за ортогональности двух проекций)
{\displaystyle =(\langle \left({\frac {\langle b,a\rangle }{\langle b,b\rangle }}\right)b,\left({\frac {\langle b,a\rangle }{\langle b,b\rangle }}\right)b\rangle +\langle a\perp b,a\perp b\rangle )\langle b,b\rangle } (раскрыли {\displaystyle a\parallel b})
{\displaystyle =({\overline {\left({\frac {\langle b,a\rangle }{\langle b,b\rangle }}\right)}}\left({\frac {\langle b,a\rangle }{\langle b,b\rangle }}\right)\langle b,b\rangle +\langle a\perp b,a\perp b\rangle )\langle b,b\rangle } (вытащили коэффициенты за скобку по Аксиоме 1)
{\displaystyle ={\overline {\left({\frac {\langle b,a\rangle }{\langle b,b\rangle }}\right)}}\left({\frac {\langle b,a\rangle }{\langle b,b\rangle }}\right)\langle b,b\rangle \langle b,b\rangle +\langle a\perp b,a\perp b\rangle \langle b,b\rangle } (раскрыли скобки)
{\displaystyle =\left({\frac {\overline {\langle b,a\rangle }}{\overline {\langle b,b\rangle }}}\right)\left({\frac {\langle b,a\rangle }{\langle b,b\rangle }}\right)\langle b,b\rangle \langle b,b\rangle +\langle a\perp b,a\perp b\rangle \langle b,b\rangle } (комплексное сопряжение "сохраняет" 4 арифметических действия, и деление в том числе - оно есть автоморфизм)
{\displaystyle =\left({\frac {{\overline {\langle b,a\rangle }}{\langle b,a\rangle }}{\langle b,b\rangle \langle b,b\rangle }}\right)\langle b,b\rangle \langle b,b\rangle +\langle a\perp b,a\perp b\rangle \langle b,b\rangle } (по Аксиоме 3 {\displaystyle \langle b,b\rangle } действительно)
{\displaystyle ={\overline {\langle b,a\rangle }}{\langle b,a\rangle }+\langle a\perp b,a\perp b\rangle \langle b,b\rangle } (сократили на {\displaystyle \langle b,b\rangle \langle b,b\rangle })
{\displaystyle ={\langle a,b\rangle }{\overline {\langle a,b\rangle }}+\langle a\perp b,a\perp b\rangle \langle b,b\rangle } (по Аксиоме 2 {\displaystyle \langle a,b\rangle } есть эрмитова форма)
{\displaystyle ={|\langle a,b\rangle |}^{2}+\langle a\perp b,a\perp b\rangle \langle b,b\rangle } (используем тот факт, что {\displaystyle z{\overline {z}}=|z|^{2}} для любого {\displaystyle z\in \mathbb {C} })
Итого получаем:
{\displaystyle {|\langle a,b\rangle |}^{2}+\langle a\perp b,a\perp b\rangle \langle b,b\rangle =\langle a,a\rangle \langle b,b\rangle }
При {\displaystyle a\perp b=0} второе слагаемое слева есть нуль.
При {\displaystyle a\perp b\neq 0} второе слагаемое слева есть произведение двух положительных (по Аксиоме 3) действительных чисел, и само действительно и положительно.
А потому:
{\displaystyle {|\langle a,b\rangle |}^{2}\leqslant \langle a,a\rangle \langle b,b\rangle }
Извлекаем корень, пользуясь тем, что с обеих сторон неотрицательные числа (справа - по Аксиоме 3), а также монотонным ростом квадрата и корня:
{\displaystyle {\sqrt {{|\langle a,b\rangle |}^{2}}}\leqslant {\sqrt {\langle a,a\rangle \langle b,b\rangle }}}
Слева используем то, что {\displaystyle {\sqrt {x^{2}}}=|x|}, а справа - то, что {\displaystyle {\sqrt {xy}}={\sqrt {x}}{\sqrt {y}}}
{\displaystyle |(|\langle a,b\rangle |)|\leqslant {\sqrt {\langle a,a\rangle }}{\sqrt {\langle b,b\rangle }}}
Очевидно, что {\displaystyle |(|x|)|=|x|}:
{\displaystyle |\langle a,b\rangle |\leqslant {\sqrt {\langle a,a\rangle }}{\sqrt {\langle b,b\rangle }}}
Подставляем определение нормы {\displaystyle \|v\|={\sqrt {\langle v,v\rangle }}}:
{\displaystyle |\langle a,b\rangle |\leqslant \|a\|\|b\|}
Неравенство доказано, причем для комплексного случая.
Пригодность данного доказательства для бесконечномерной линейной алгебры очевидна потому, что в доказательстве нигде не использовались разложения векторов по конечному базису. Оно основано только на аксиомах (определяющих свойствах) скалярного произведения.
Комбинаторный (через перестановочное неравенство)
Случай с вектором из единиц
Пусть {\displaystyle y_{1}=\dots =y_{n}=1}. Раскрывая квадрат и делая замену {\displaystyle t=i-j}, квадрат суммы можно разбить на блоки следующим образом:
{\displaystyle {\left({\sum \limits _{i=1}^{n}{x_{i}}}\right)}^{2}=\sum \limits _{i=1}^{n}\sum \limits _{j=1}^{n}{x_{i}x_{j}}=\sum \limits _{t=0}^{n-1}{\left({\sum \limits _{j=1}^{n}{x_{j}x_{j+t}}}\right)}\ ,}
где обозначения {\displaystyle x_{n+1},x_{n+2},\dots } соответствуют {\displaystyle x_{1},x_{2},\dots }. Из перестановочного неравенства для двух копий последовательности {\displaystyle (x_{1},\dots ,x_{n})} и перестановок
{\displaystyle \sigma _{t}(j):=((t+j-1)\mod {n})+1,\ \ \ t=0,\dots ,n-1}
следует, что каждая из внутренних сумм не превышает {\displaystyle \sum \limits _{i=1}^{n}{x_{i}^{2}}}.
Общий случай
Если все {\displaystyle y_{i}} — целые, то, раскрывая произведения {\displaystyle x_{i}y_{i}=\underbrace {x_{i}+\dots +x_{i}} _{y_{i}}} и применяя уже доказанный частный случай для получившихся {\displaystyle \sum \limits _{i=1}^{n}{y_{i}}} слагаемых, получим
{\displaystyle \left(\sum \limits _{i=1}^{n}{x_{i}y_{i}}\right)^{2}=\left(\sum \limits _{i=1}^{n}{\underbrace {x_{i}+\dots +x_{i}} _{y_{i}}}\right)^{2}\leq \left({\sum \limits _{i=1}^{n}{y_{i}}}\right)\left({\sum \limits _{i=1}^{n}{\underbrace {x_{i}^{2}+\dots +x_{i}^{2}} _{y_{i}}}}\right)=\left({\sum \limits _{i=1}^{n}{y_{i}}}\right)\left({\sum \limits _{i=1}^{n}{x_{i}^{2}y_{i}}}\right)\ ,}
Делением обоих частей на целые числа можно получить то же неравенство для рациональных {\displaystyle y_{i}}, а из непрерывности сложения и умножения следует и обобщение для произвольных вещественных {\displaystyle y_{i}}. Это утверждение в точности соответствует неравенству Коши-Буняковского для последовательностей
{\displaystyle {x'}_{i}:=x_{i}{\sqrt {y_{i}}}}
{\displaystyle {y'}_{i}:={\sqrt {y_{i}}}}.
Поэтому неравенство для произвольных {\displaystyle ({x'}_{i})_{i=1}^{n}}, {\displaystyle ({y'}_{i})_{i=1}^{n}} следует из возможности обратной замены
{\displaystyle x_{i}:={\frac {{x'}_{i}}{{y'}_{i}}}}
{\displaystyle y_{i}:={y'}_{i}^{2}}.
Вероятностный (через суммирование квадратов)
Идея (на примере дисперсии)
Самая известная реализация этого метода — рассмотрение дисперсии случайной величины. Очевидно, что если величина принимает неотрицательные значения, то её математическое ожидание также будет неотрицательно, поэтому
{\displaystyle \mathbb {E} \left[{({X-\mathbb {E} [X]})^{2}}\right]\geq 0}
для любой случайной величины {\displaystyle X}. Благодаря линейности математического ожидания из этого следует, что
{\displaystyle 0\leq \mathbb {E} \left[{(X-\mathbb {E} [X])^{2}}\right]=\mathbb {E} \left[{X^{2}-2X\mathbb {E} [X]+\mathbb {E} [X]^{2}}\right]=\mathbb {E} [X^{2}]-2\mathbb {E} [X]\mathbb {E} [X]+\mathbb {E} [X]^{2}=\mathbb {E} [X^{2}]-\mathbb {E} [X]^{2}}
Пусть все {\displaystyle y_{i}>0} и {\displaystyle B:=\sum \limits _{i=1}^{n}{y_{i}}}. Для случайной величины {\displaystyle X}, которая принимает значение {\displaystyle x_{i}} с вероятностью {\displaystyle {\frac {y_{i}}{B}}}, это неравенство означает, что
{\displaystyle \left({\sum \limits _{i=1}^{n}{x_{i}{\frac {y_{i}}{B}}}}\right)^{2}=\mathbb {E} [X]^{2}\leq \mathbb {E} [X^{2}]=\sum \limits _{i=1}^{n}{x_{i}^{2}{\frac {y_{i}}{B}}}\ ,}
то есть
{\displaystyle \left({\sum \limits _{i=1}^{n}{x_{i}y_{i}}}\right)\leq B\sum \limits _{i=1}^{n}{x_{i}^{2}y_{i}}=\left({\sum \limits _{i=1}^{n}{y_{i}}}\right)\left({\sum \limits _{i=1}^{n}{x_{i}^{2}y_{i}}}\right)\ .}
Отсюда неравенство Коши-Буняковского можно получить той же заменой переменных, что и в случае с применением перестановочного неравенства.
Интерпретация и альтернативные формы
После замены переменных математическое ожидание описанной выше величины будет иметь вид
{\displaystyle \mathbb {E} [X]=\sum \limits _{i=1}^{n}{{\frac {x_{i}}{y_{i}}}\cdot {\frac {y_{i}^{2}}{\sum \limits _{j=1}^{n}{y_{j}^{2}}}}}\ .}
Поэтому вероятностное доказательство, в сущности рассматривает сумму
{\displaystyle \sum \limits _{i=1}^{n}{\left({{\frac {x_{i}}{y_{i}}}-\sum \limits _{j=1}^{n}{\left({{\frac {x_{j}}{y_{j}}}\cdot {\frac {y_{j}^{2}}{\sum \limits _{k=1}^{n}{y_{k}^{2}}}}}\right)}}\right)^{2}{\frac {y_{i}^{2}}{\sum \limits _{j=1}^{n}{y_{j}^{2}}}}}\ .}
Из очевидной (ввиду возведения скобки в квадрат) неотрицательности этой суммы выводится соотношение между слагаемыми, получающимися при раскрытии скобки — двое из трёх таких слагаемых сокращаются в одно (различаются лишь на константу) за счёт структуры формулы. Изменяя нормировку (деление на суммы) с помощью внесения множителей под скобки и домножения константы, легко увидеть, что такой подход аналогичен использованию более наглядной суммы
{\displaystyle \sum \limits _{i=1}^{n}{{\left({{\frac {x_{i}}{\sum \limits _{j=1}^{n}{x_{j}y_{j}}}}-{\frac {y_{i}}{\sum \limits _{j=1}^{n}{y_{j}^{2}}}}}\right)}^{2}}\ .}
Неравенства с такими суммами, записанные без привязки к вероятностным определениям, остаются корректным и без условия {\displaystyle y_{i}>0} из предыдущего раздела. В частности, для произвольного гильбертова пространства при {\displaystyle \langle {x,y}\rangle \in \mathbb {R} } можно рассмотреть неравенство
{\displaystyle 0\leq \left\vert \left\vert {y-{\frac {\langle {x,y}\rangle }{||x||^{2}}}x}\right\vert \right\vert ^{2}\leq \left\langle {y-{\frac {\langle {x,y}\rangle }{\langle {x,x}\rangle }}x,y-{\frac {\langle {x,y}\rangle }{\langle {x,x}\rangle }}x}\right\rangle =\langle {y,y}\rangle -2{\frac {\langle {x,y}\rangle }{\langle {x,x}\rangle }}\langle {x,y}\rangle +{\frac {\langle {x,y}\rangle ^{2}}{\langle {x,x}\rangle ^{2}}}\langle {x,x}\rangle =\langle {y,y}\rangle -{\frac {\langle {x,y}\rangle ^{2}}{\langle {x,x}\rangle }}\ ,}
а при {\displaystyle \langle {x,y}\rangle \in \mathbb {C} \setminus \mathbb {R} } достаточно домножить {\displaystyle x} на комплексное число вида {\displaystyle e^{\varphi i},\varphi \in \mathbb {R} } чтобы свести всё к первому случаю.
Аналогичным способом можно использовать другую, симметричную, сумму, где после раскрытия скобки сокращаются два крайних слагаемых (полученные возведением в квадрат), а не крайнее с центральным:
{\displaystyle \sum \limits _{i=1}^{n}{{\left({{\frac {x_{i}}{\sqrt {\sum \limits _{j=1}^{n}{x_{j}^{2}}}}}-{\frac {y_{i}}{\sqrt {\sum \limits _{j=1}^{n}{y_{j}^{2}}}}}}\right)}^{2}}\ .}
или, что то же самое,
{\displaystyle \left\vert \left\vert {{\frac {x}{||x||}}-{\frac {y}{||y||}}}\right\vert \right\vert ^{2}\ .}
Кроме вероятностной интерпретации, использование таких сумм может быть описано через оценку дискриминанта квадратного уравнения или неравенство между средним геометрическим и средним арифметическим.
Прямой (через группировку множителей)
Ещё одна (впрочем, нуждающаяся в инструментарии двух предыдущих) идея состоит в представлении неравенства в виде
{\displaystyle \left({\sum \limits _{i=1}^{n}{x_{i}y_{i}}}\right)\left({\sum \limits _{j=1}^{n}{x_{j}y_{j}}}\right)=\sum \limits _{i=1}^{n}\sum \limits _{j=1}^{n}{(x_{i}y_{j})(x_{j}y_{i})}\leq \sum \limits _{i=1}^{n}\sum \limits _{j=1}^{n}{(x_{i}y_{j})^{2}}=\left({\sum \limits _{i=1}^{n}{x_{i}^{2}}}\right)\left({\sum \limits _{j=1}^{n}{y_{j}^{2}}}\right)\ .}
Такую форму можно доказать двумя способами:
- сравнив все слагаемые за один шаг, применив перестановочное неравенство для двух копий набора {\displaystyle (x_{i}y_{j})_{(i,j)\in [1;n]^{2}}} и перестановки {\displaystyle \sigma (i,j):=(j,i)}[5];
- сравнивая каждое слагаемое отдельно, применяя неравенство между средним геометрическим и средним арифметическим для двух переменных {\displaystyle a=x_{i}y_{j},\ b=x_{j}y_{i}}, что по сути соответствует рассмотрению суммы квадратов вида {\displaystyle \sum \limits _{i=1}^{n}\sum \limits _{j=1}^{n}{(x_{i}y_{j}-x_{j}y_{i})^{2}}} или нормы соответствующего вектора в тензорном произведении произвольных гильбертовых пространств.[6]

Применение случая n=2 к суммам
Неравенство можно получить с помощью индукции, шагом которой для перехода от {\displaystyle n} к {\displaystyle (n+1)}-му слагаемому будет применение того же неравенства для двух слагаемых. Предположение индукции для последовательностей {\displaystyle (x_{i})_{i=1}^{n}}, {\displaystyle (y_{i})_{i=1}^{n}} даёт неравенство
{\displaystyle \left({\sum \limits _{i=1}^{n}{\color {red}{x_{i}}\color {blue}{y_{i}}}}\right)+x_{n+1}y_{n+1}\leq \left({\sum \limits _{i=1}^{n}{\color {red}{x_{i}}^{2}}}\right)^{\frac {1}{2}}\left({\sum \limits _{i=1}^{n}{\color {blue}{y_{i}}^{2}}}\right)^{\frac {1}{2}}+x_{n+1}y_{n+1}}
А из случая {\displaystyle n=2} для последовательностей
{\displaystyle \left({\left({\sum \limits _{i=1}^{n}{{x_{i}}^{2}}}\right)^{\frac {1}{2}},x_{n+1}}\right)},
{\displaystyle \left({\left({\sum \limits _{i=1}^{n}{{y_{i}}^{2}}}\right)^{\frac {1}{2}},y_{n+1}}\right)}
легко видеть, что
{\displaystyle {\color {red}{\left({\sum \limits _{i=1}^{n}{{x_{i}}^{2}}}\right)^{\frac {1}{2}}}}{\color {blue}{\left({\sum \limits _{i=1}^{n}{{y_{i}}^{2}}}\right)^{\frac {1}{2}}}}+{\color {red}{x_{n+1}}\color {blue}{y_{n+1}}}\leq \left({{\color {red}{\left({\sum \limits _{i=1}^{n}{{x_{i}}^{2}}}\right)^{{\frac {1}{2}}\color {black}{\cdot 2}}}}+{\color {red}{x_{n+1}}^{2}}}\right)^{\frac {1}{2}}\left({{\color {blue}{\left({\sum \limits _{i=1}^{n}{{y_{i}}^{2}}}\right)^{{\frac {1}{2}}\color {black}{\cdot 2}}}}+{\color {blue}{y_{n+1}}^{2}}}\right)^{\frac {1}{2}}=\left({\sum \limits _{i=1}^{n+1}{x_{i}^{2}}}\right)^{\frac {1}{2}}\left({\sum \limits _{i=1}^{n+1}{y_{i}^{2}}}\right)^{\frac {1}{2}}}
Таким образом неравенство доказывается для произвольного {\displaystyle n} индукцией с базой {\displaystyle n=2}. Базу можно доказать любым из остальных способов (например, через неравенство {\displaystyle (x_{1}y_{2}-x_{2}y_{1})^{2}\geq 0}). Также для {\displaystyle n=2} существуют наглядные геометрические доказательства.